# Parque nacional de Kirthar
El Parque nacional de Kirthar (en urdu: کیرتھر نیشنل پارک) está situado en la parte suroeste de provincia de Sind en el país asiático de Pakistán. Fue fundado en 1974 y se extiende sobre 3.087 kilómetros cuadrados, siendo el segundo parque nacional más grande de Pakistán después del de Hingol. La fauna comprende leopardos, hienas rayadas, lobos, Ratels, urials, gacelas y cabras Chinkara. Los Antilopes cervicapra se resguardan para un proyecto de reintroducción en el parque nacional Kirthar. Sin embargo, los depredadores más grandes han sido sacados. El último leopardo, fue asesinado en 1977.

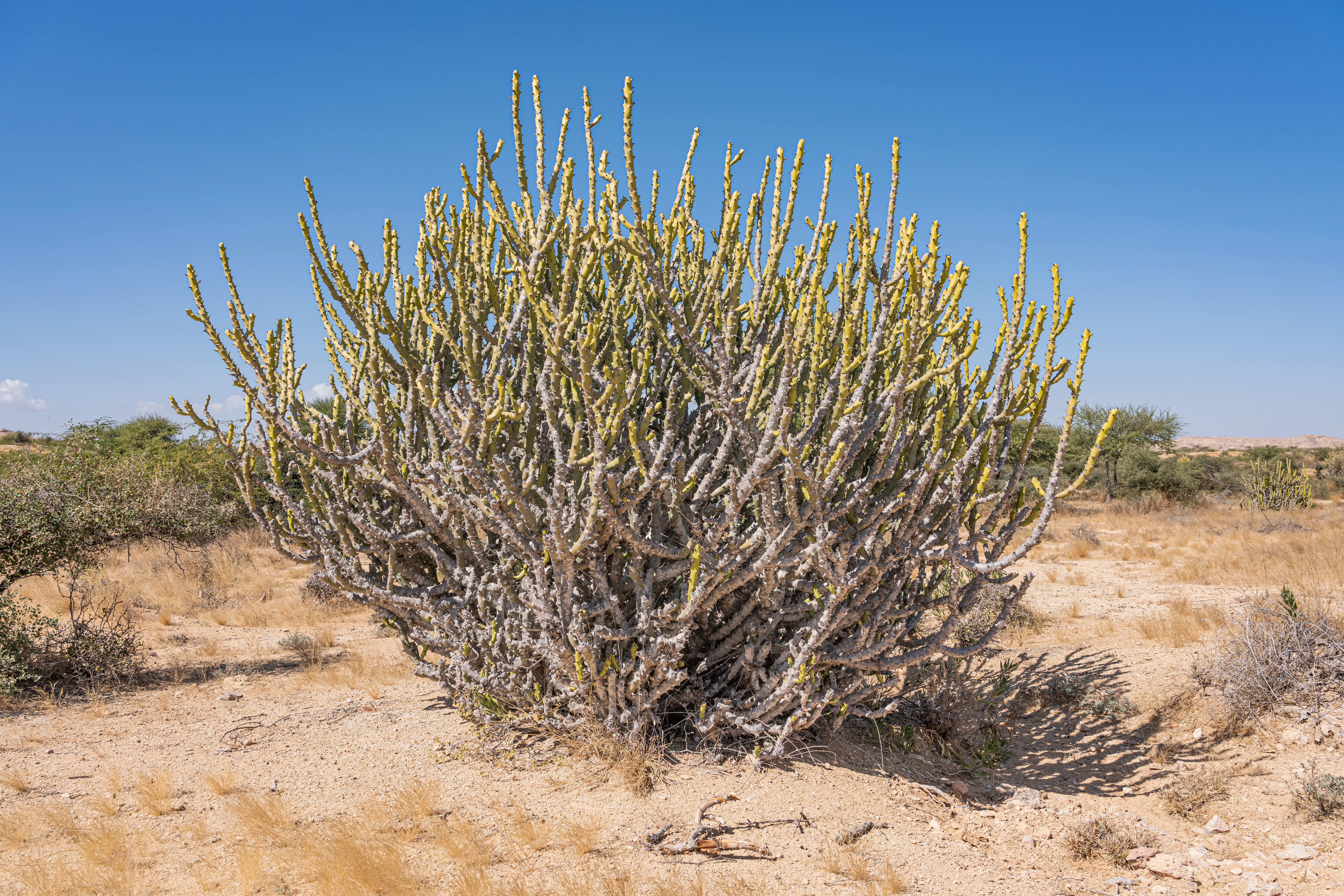
Euphorbia caducifolia en el Parque nacional de Kirthar.